# Vix pervenit

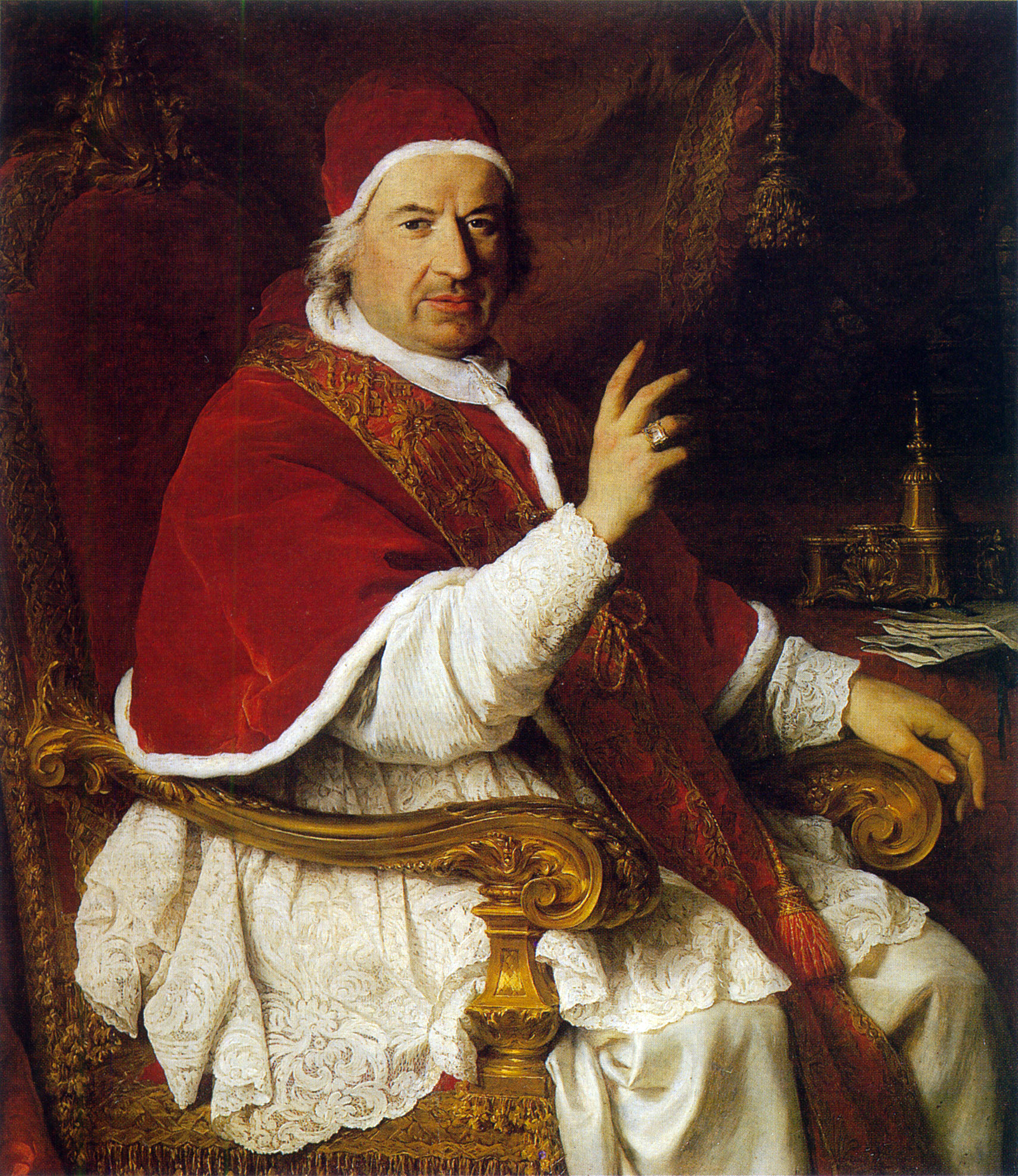
Benedikt XIV. vyhlásil Vix Pervenit v roce 1745.

Vix Pervenit (O lichvě a dalších nepoctivých ziscích) byla encyklika vyhlášená papežem Benediktem XIV. 1. listopadu 1745 adresovaná italským biskupům odsuzující přijímání úroků z půjčky a označujíc to za lichvu. 
Pro celou katolickou církev bez územního omezení byla encyklika znovuvydána 29. července 1836 papežem Řehořem XVI. Encyklika zopakovala učení církve s poukazem na závěry Nicejského koncilu z roku 325 o nepřípustnusti úročení a Třetí lateránský koncil ohledně neposkytování svátostí lichvářům včetně zádušní mše. Postupem času se otázka vybírání úroků dostávala na okraj zájmu teologů ve prospěch obchodních věd. V polovině 19. století papež Pius VIII. souhlasil se zněním Napoleonského občanského zákoníku v různých zemích Evropy, který placení úroků umožňoval.